# Citrus～柑橘味香氣～
《citrus～柑橘味香氣～》（日语：／）是日本女性漫畫家三郎太（日語：サブロウタ）所作，由一迅社出版的漫畫作品。2012年11月17日開始連載於漫畫雜誌月刊《Comic百合姬》，2018年8月18日完結，全系列出版10冊單行本。繁體中文版由東立出版社代理，簡體中文版最初由布卡漫畫代理進行網路連載，2019年8月疑因版权纠纷下架后于哔哩哔哩漫画上架。改編的電視動畫於2018年1月6日開始播放。
2018年12月18日，在前作完結四個月後，於《Comic百合姬》2019年2月號起開始連載續作《citrus～柑橘味香氣PLUS～》。至2022年11月為止，系列發行總銷量已突破300萬本。

## 故事簡介
从来没有谈过恋爱的辣妹藍原柚子，因母亲再婚，搬到新的社区居住，並轉入另一所高中。柚子入学的第一天违反了校规，並与學生會會長藍原芽衣发生冲突。当天柚子从学校回到家发现，芽衣與柚子因為父母雙方再婚而成為法理上的姐妹，兩人雖在初次見面時就對彼此印象不佳，但柚子逐漸被芽衣的一舉一動所深深吸引，姊妹兩人之間的特殊戀愛便正式展開……

## 登場角色

### 主要人物
藍原柚子（聲：竹達彩奈）
年齡：16歲，生日：8月8日，血型：O，舊姓：小此木（おこのぎ），班級：1年級A班→2年級A班（17話）→3年級A班（36話）
栗色染髮、愛辣妹打扮的高中生，個性開朗、陽光、率直而敢言。喜歡吃辣。與張揚的外表相反，內心十分純情，從未談過戀愛，對戀愛抱有純真的幻想。
其親生父親在三歲時去世，因為母親梅再婚（與藍原翔）的關係，轉學到藍原女子學園，並和芽衣成為義姊妹開始同居生活。轉學的第一天就因觸犯多條校規而與學生會成員對峙。後來意外目擊到芽衣被雨宮老師強吻的場景，事後心情複雜和忐忑不安，并于当天晚上在新的家庭，与蓝原芽衣发生矛盾并被蓝原芽衣强吻。其中在观察蓝原芽衣途中漸漸對義妹芽衣充滿了強烈的憧憬和愛慕。擅長烹飪和縫紉。
在漫畫第17話與義妹芽衣正式交往成為戀人。
在漫畫第41最終話順利與芽衣結婚，並且舉行了親友都同意的婚禮。
藍原芽衣（聲：津田美波）
年齡：16歲，生日：9月13日，班級：1年級A班→2年級A班（17話）
黑色長髮，容姿端麗，成績優秀的學生會會長兼藍原學園繼承人。性格嚴於律己和嚴於律人，處理學校工作嚴謹認真，平時表情不會有太大的變化。
因為父親再婚的關係（與藍原柚子的母親結婚），而和柚子成為義姊妹，並開始了同居生活。經常調戲和玩弄柚子，但其實內心十分寂寞孤獨。未跟柚子結識之前，處於自我封閉情感和從不敞開內心的狀態，不會與其他人訴說內心難題。
興趣是讀書和解數式，成績排名長居第一。喜歡小熊，很珍惜柚子贈予的小熊玩偶安東尼子（動畫版第3話改為由柚子修復原本損壞的部分）。
在漫畫書第3話「Love My Sister XXX」，由於其祖父在藍原學園長時間工作勞累過度、身體健康狀況欠佳的關係，暫時代為接任藍原學園理事長一職。
在漫畫書第17話「To Be In Love」，與義姊柚子正式交往成為戀人。
在漫畫第41最終話順利與柚子結婚，並且舉行了親友都同意的婚禮。

### 藍原學園
谷口晴美（聲：藤井幸代）
年齡：16歲，班級：1年級A班→2年級A班（17話）
為藍原柚子轉學後第一位結識的朋友。性格貫徹自我、充滿自信。很重視友情，一直支持和幫助柚子，二人一拍即合。
自稱是位隱形辣妹，不過在學校裡儀容和衣著均十分正經，並習慣把違禁物品智慧型手機匿藏在胸部裡，而平日就會打扮成辣妹。有一姊美津子，從小就害怕著其姊姊的嚴厲性格及處事方式，但在選舉事件後逐漸解開心結。
喜歡和歷史有關的事物。
在漫畫書番外篇和廣播劇中與水澤茉莉的兩人對話皆暗示喜歡的對象是柚子，又因為怕受到傷害而對別人有很強的戒心。
桃木野姬子（聲：久保百合花）
年齡：16歲，班級：1年級→2年級（17話）
身材矮小，特徵是一雙濃厚的眉毛。學生會副會長，悉心盡力地幫助芽衣，十分鄙視違反校規的學生。總是因為藍原柚子和谷口晴美二人違反校規而頭疼。
藍原芽衣的青梅竹馬，熟知芽衣的往事並對其充滿了憧憬和愛慕之心。對於柚子突然的介入奪愛，形成了三人特殊的三角關係，因而對柚子作出敵視，雖然在之後認同了柚子，但仍密切注意柚子和芽衣兩人之間的關係和兩人在學校以外一切行動去向。
丸田加代（聲：葉山郁美）
年齡：17歲，班級：2年級→3年級（17話）
短髮、常被稱呼為眼鏡。學生會幹部之一。
曾是學生會的副會長，輔助過前學生會長谷口美津子，獲其十分信任。相比起藍原芽衣和桃木野姬子，作風較隨和友善。似乎喜歡著美津子。
谷口美津子
谷口晴美的親姊姊，藍原學園女子高中的前任學生會會長。在擔任學生會長的期間手段強硬，因此被妹妹晴美畏懼著，但在選舉事件後和晴美的關係逐漸變好。
野村寧音
班級：1年級（17話）
在漫畫書第17話「To Be In Love」首次登場，高中部一年級新生，原屬學園初中部。
曾尾隨藍原柚子並自稱是其超級粉絲。入學式當日把頭髮染成跟柚子一樣的顏色而受到前學生會長谷口美津子的強烈斥責，最後由柚子解圍。後來把頭髮染回黑色，並跟柚子和晴美成為了關係好的學姊妹。晴柚派，目睹柚子和晴美過於親密的行為就會變得十分興奮。
白帆鈴蘭
班級：3年級（25話）
在漫畫書第25話「Love One Another」首次登場。
因性格詭異、又多次在暑期補習班沒能達到要求而被當成學園七大不思議之一的三年級學姊。有著很強的觀察力，第一次遇見藍原柚子便對她瞭若指掌。因著迷於藍原芽衣而荒廢學業。
雨宮（聲：野上翔）
本名不詳，藍原學園教師，1年A班班主任，原是芽衣的未婚夫。
表面上外貌端正俊俏，但其實貪圖富貴利益和急功近利。為了騙取藍原家族的財富和取得藍原學園繼承權，意圖與芽衣進行假結婚的陰謀計劃，卻背後暗地裡擁有另一位女朋友的愛情騙子。
在漫畫書第2話「One's First Love」，被柚子所發現陰謀計劃真相，因而在藍原學園朝會時揭發其與學校內強吻女高中學生（藍原芽衣），其陰謀計劃失敗而告終。在漫畫書第3話「Love My Sister XXX」，其陰謀計劃真相被柚子揭發事敗之後，以私人理由辭去教師職務並逃離藍原學園。
芽衣的祖父（聲：有本欽隆）
本名不詳，藍原學園的理事長。
作風處事嚴謹，致力於藍原學園的優秀教育事業，是一位性格傳統保守，我行我素，頑固和不解人情世故的長者。因為藍原柚子在藍原學園內行為放任不羈和經常屢次違反學校規例，從而對柚子印象欠佳，並曾經聲言要把柚子革除學生學籍並驅逐離開學校。
在漫畫書第3話「Love My Sister XXX」，由於在藍原學園長時間工作勞累過度的關係，從而弄致積勞成疾，並在醫院臥病在床，現在身體健康狀況欠佳。
其藍原學園理事長職位由孫女藍原芽衣暫時代為接任。

### 親屬
藍原梅（聲：植田佳奈）
藍原柚子的母親，其丈夫去世後獨自一人照顧女兒。後來與藍原翔結婚。
在柚子心目中是一位「媽媽又喜歡上奇怪的男人」的特別母親。對於自己與藍原翔結婚後擁有柚子和芽衣兩位女兒感到非常幸福。
藍原翔（聲：前野智昭）
藍原芽衣的父親。曾在藍原學園任職教師。
為了進行自己的崇高教育理念，所以便離開藍原學園，從而踏上了在世界各地教學授課的偉大使命。和女兒芽衣一樣不擅長表達感情。

### 其他人物
水澤茉莉（聲：堀野紗也加（廣播劇）、井澤詩織（動畫））
藍原柚子的青梅竹馬，二人有著相似家庭境遇的初中二年級生(17話後升上初三，36話入读藍原學園高一)。喜愛著柚子，稱柚子為「柚子姐姐」。原本是黑髮，後染成粉色的中長髮。
小時候住在藍原柚子舊家的附近，兩人因為父母工作忙碌的關係而成為了朋友一起玩耍。很喜歡柚子，無論做什麼事也要和其在一起，即使藍原柚子搬走後仍不時會和她見面。性格世故，似乎對現實社會存有偏見，認為世上有很多「腦袋空空」的人。因為發現藍原柚子和藍原芽衣二人之間的戀情，認為喜愛著的藍原柚子會被奪走，因而對藍原芽衣其作出敵視，並以智能手機所拍攝與藍原芽衣接吻的照片對其作出脅迫。經過藍原柚子的責罵和教導後，消除對藍原芽衣的敵意，並把二人接吻的照片刪除，化敵為友。
橘薩拉（Sara Tachibana，聲：金元壽子）
銀色長髮的女初中學生。
在東京車站迷路的時候，因為芽衣的幫助，從而對芽衣一見鍾情。性格率直，即使被拒絕，也要向芽衣告白。
橘妮娜（Nina Tachibana，聲：松嵜丽）
橘薩拉的雙胞胎妹妹，特徵是頭上佩戴紫色髮箍，除了身高外，外貌、髮色和髮型與姐姐橘薩拉ニーナ完全相同。
支持姐姐薩拉追求芽衣，並試圖說服柚子放棄芽衣，斷絕戀爱關係。
宇田川店長
姓名不明，宇田川本家的次男，第35話時成為藍原芽衣的未婚夫，對自己過去的戀愛及人際關係感到煩惱。
藍原柚子想買對戒時在他店裡打工，水澤茉莉是這家店的常客。擁有一家在山中的簡易旅館，水澤茉莉策畫夏日旅行時借給她們用，並且還充當司機。

## 出版書籍
| 冊數 | 一迅社         | 一迅社                 | 一迅社                 | 東立出版社     | 東立出版社             |
| 冊數 | 發售日期       | 通常版 ISBN            | 特裝版 ISBN            | 發售日期       | ISBN                   |
| ---- | -------------- | ---------------------- | ---------------------- | -------------- | ---------------------- |
| 1    | 2013年8月1日   | ISBN 978-4-7580-7264-9 | 不適用                 | 2015年3月6日   | ISBN 978-986-382-506-7 |
| 2    | 2014年4月1日   | ISBN 978-4-7580-7297-7 | 不適用                 | 2015年7月7日   | ISBN 978-986-382-507-4 |
| 3    | 2014年12月1日  | ISBN 978-4-7580-7372-1 | 不適用                 | 2016年1月28日  | ISBN 978-986-382-508-1 |
| 4    | 2015年8月1日   | ISBN 978-4-7580-7448-3 | ISBN 978-4-7580-7449-0 | 2016年5月24日  | ISBN 978-986-431-879-7 |
| 5    | 2016年5月18日  | ISBN 978-4-7580-7540-4 | ISBN 978-4-7580-7545-9 | 2017年11月27日 | ISBN 978-986-470-447-7 |
| 6    | 2016年12月17日 | ISBN 978-4-7580-7624-1 | ISBN 978-4-7580-7625-8 | 2017年12月29日 | ISBN 978-986-482-535-6 |
| 7    | 2017年6月16日  | ISBN 978-4-7580-7673-9 | ISBN 978-4-7580-7680-7 | 2018年4月19日  | ISBN 978-986-486-347-1 |
| 8    | 2017年10月18日 | ISBN 978-4-7580-7741-5 | ISBN 978-4-7580-7743-9 | 2018年9月27日  | ISBN 978-957-965-283-4 |
| 9    | 2018年3月16日  | ISBN 978-4-7580-7793-4 | ISBN 978-4-7580-7794-1 | 2019年2月25日  | ISBN 978-957-26-1001-5 |
| 10   | 2018年10月31日 | ISBN 978-4-7580-7873-3 | ISBN 978-4-7580-7874-0 | 2019年6月10日  | ISBN 978-957-26-2144-8 |

- 新裝版

| 冊數 | 一迅社        | 一迅社                 | 一迅社 |
| 冊數 | 發售日期      | ISBN                   |        |
| ---- | ------------- | ---------------------- | ------ |
| 1    | 2015年7月18日 | ISBN 978-4-7580-7452-0 |        |
| 2    | 2015年7月18日 | ISBN 978-4-7580-7453-7 |        |
| 3    | 2015年7月18日 | ISBN 978-4-7580-7454-4 |        |

- citrus +~柑橘味香氣PLUS~

| 1 | 2019年11月18日 | ISBN 978-4-7580-7976-1 | ISBN 978-4-7580-7995-2 | 2019年11月18日 2020年5月8日 | EAN 471060104036-2（首刷附錄版） ISBN 978-957-26-4196-5 |
| 2 | 2020年7月31日  | ISBN 978-4-7580-2104-3 | ISBN 978-4-7580-2105-0 | 2021年1月11日               | ISBN 978-957-26-4202-3                                  |
| 3 | 2021年3月31日  | ISBN 978-4-7580-2218-7 | ISBN 978-4-7580-2219-4 | 2022年2月18日               | ISBN 978-957-26-7271-6                                  |
| 4 | 2022年1月18日  | ISBN 978-4-7580-2337-5 | ISBN 978-4-7580-2338-2 | 2022年8月25日               | ISBN 978-957-26-9962-1（首刷附錄版）                    |
| 5 | 2023年1月13日  | ISBN 978-4-7580-2489-1 | ISBN 978-4-7580-2490-7 | 2023年12月1日               | ISBN 978-626-360-291-5                                  |
| 6 | 2024年6月25日  | ISBN 978-4-7580-2722-9 | ISBN 978-4-7580-2723-6 | 2025年5月9日                | ISBN 978-626-02-3450-8                                  |

## 電視動畫
2016年11月15日正式宣布作品電視動畫化。於2018年1月播放。

### 工作人員
- 原作：三郎太（サブロウタ）（Comic百合姬／一迅社刊）[10]
- 導演：高橋丈夫[10]
- 腳本：林直樹
- 劇本統籌：久彌直樹[10]
- 人物設計：伊集院[10]
- 音樂：高橋諒[10]
- 音樂製作：Lantis[10]
- 製作人：infinite[10]
- 動畫製作：Passione[10]
- 製作：citrus製作委員會

### 主題曲
片頭曲
作詞：，作曲：佐佐木淳，編曲、主唱：nano.RIPE，弦編曲：佐佐木淳、小田和奏
片尾曲「Dear Teardrop」
作詞：，作曲、編曲：渡邊和紀，主唱：Mia REGINA

### 各話列表
| 话数   | 原文标题               | 分镜              | 演出                                   | 作画监督 | 总作画监督                                             | 漫畫原作   |
| ------ | ---------------------- | ----------------- | -------------------------------------- | --- | ------------------------------------------------------ | ---------- |
| 第1话  | love affair!?          | 高桥丈夫          | 浅利藤彰                               | 近藤源一郎、满若高代 柳泽正秀、中武学 川岛胜、中山初绘                                                                                                   | 伊集院石灯笼                                           | 第1話      |
| 第2话  | one's first love       | 三瓶聖            | 間島崇寬                               | 海堂浩幸、加藤洋人 築山翔太、青木真理子 柴田裕司、濱田悠示 志生野好、小林史緒里                                                                          | 近藤源一郎、満若高代 伊集院石灯笼、中武学              | 第2、3話   |
| 第3話  | sisterly love?         | 高橋成世          | 相浦和也                               | 及川春香、田守優希 鷲田敏彌、大橋勇吾 | 近藤源一郎、滿若高代 伊集院石燈籠、古川英樹            | 第3、4話   |
| 第4话  | love me do!            | 迫井政行          | 西村博昭                               | 志生野好、平馬浩二 張丁、青木哲郎 海堂浩幸、林采德 金明心、金正祐                                                                                        | 近藤源一郎、滿若高代 伊集院石燈籠、古川英樹            | 第5話      |
| 第5話  | under lover            | 林直孝 高橋丈夫   | 江副仁美                               | 田邊真一、鎌田均 劉雲留、李少雷 | 近藤源一郎、滿若高代 伊集院石燈籠、古川英樹 花井柚都子 | 第6、7話   |
| 第6話  | out of love            | 小島正幸          | 淺利藤彰 龍輪直征 青木YOU一郎          | 加藤洋人、海堂浩幸 袖山麻實、田中誠輝 中熊太一、平馬浩二 藤田晉也、阪本麻衣                                                                              | 近藤源一郎、滿若高代 伊集院石燈籠、古川英樹 花井柚都子 | 第7、8話   |
| 第7話  | love or lie!           | 迫井政行          | 相浦和也 龍輪直征                      | 熊谷香代子、田守優希 鷲田敏彌、大橋勇吾 門智昭、成松義人                                                                                                 | 近藤源一郎、川島勝 滿若高代、伊集院石燈籠 古川英樹     | 第9、10話  |
| 第8話  | war of love            | 高橋成世          | 中邑正                                 | 中武學 | 中武學、近藤源一郎 川島勝、滿若高代 伊集院石燈籠       | 第10、11話 |
| 第9話  | love is                | 平田豐            | 間島崇寬                               | 加藤洋人、海堂浩幸 佐佐木洋也、志生野好 吉田龍一朗、田中誠輝 平馬浩二、柳瀨讓二 青木真理子、中熊太一                                                     | 伊集院石燈籠、近藤源一郎 滿若高代、古川英樹            | 第11、12話 |
| 第10話 | winter of love         | 高橋成世          | 橘沙織                                 | 阿部可奈子、井上夏美 海堂浩幸、吉田潤 阪本麻衣、笹川彌幸 小野田貴之、張丁 Prasearch Thoungkhum、王敏                                                     | 伊集院石燈籠、古川英樹 滿若高代、近藤源一郎 川島勝     | 第13、14話 |
| 第11話 | love you only          | 高橋丈夫          | 中邑正 球野貴裕                        | 近藤源一郎、中武學 海堂浩幸、萩原省智 小野田貴之、吉田潤 笹川彌幸、古川英樹 滿若高代、張丁 阿部加奈子、福島達也 阪本麻衣、Prasearch Thoungkhum Nyki Ikyn | 伊集院石燈籠                                           | 第14、15話 |
| 第12話 | my love goes on and on | 高橋成世 高橋丈夫 | 間島崇寬 龍輪直征 西村博昭 青木you一郎 | 加藤洋人、海堂浩幸 佐佐木洋也、志生野好 袖山麻實、川島勝 中武學、Prasearch Thoungkhum 王敏、張丁 吉田潤                                                  | 伊集院石燈籠、近藤源一郎 滿若高代、古川英樹            | 第15、16話 |

### 播放電視台
日本深夜動畫：下文記載的日本国内播放時間使用日本標準時間（UTC+9）表示。因為部分時間标识會採用30小时制，因此請留意这类超过24:00的时间，其實際播放時間為翌日清晨。
| 播放地區 | 播放電視台          | 播放日期      | 播放時間（UTC+9）                        | 所屬聯播網 | 備註                           |
| -------- | ------------------- | ------------- | ---------------------------------------- | ---------- | ------------------------------ |
| 日本全國 | AT-X                | 2018年1月6日  | 星期六 23時30分－24時00分                | 衛星電視   | 製作参加 / 有重播              |
| 東京都   | TOKYO MX            | 2018年1月7日  | 星期日 23時30分－24時00分                | 獨立UHF局  | 製作参加                       |
| 兵庫縣   | SUN電視台           | 2018年1月7日  | 星期日 25時00分－25時30分 （星期日深夜） | 獨立UHF局  | 不適用                         |
| 日本全國 | BS11                | 2018年1月9日  | 星期二 24時30分－25時00分 （星期二深夜） | 衛星電視   | 製作参加 / 『ANIME GUILD』節目 |
| 日本全国 | AbemaTV             | 2018年1月7日  | 星期日 23时30分                          | 網路電視   | 限定日本国内IP                 |
| 日本全国 | d Anime Store       | 2018年1月10日 | 星期三 12时00分                          | 網路電視   |                                |
| 日本全国 | niconico动画        | 2018年1月14日 | 星期日 23:30                             | 網路電視   | 限定日本国内IP                 |
| 日本全国 | 富士电视台On-demand | 2018年1月14日 | 星期日                                   | 網路電視   |                                |
| 日本全国 | 亞馬遜影片          | 2018年1月14日 | 星期日                                   | 網路電視   | 限定日本国内IP                 |
| 日本全国 | DMM                 | 2018年1月14日 | 星期日                                   | 網路電視   |                                |
| 日本全国 | Rakuten TV          | 2018年1月14日 | 星期日                                   | 網路電視   |                                |
| 日本全国 | U-NEXT              | 2018年1月15日 | 星期一                                   | 網路電視   |                                |
| 日本全国 | Netflix             | 2018年1月15日 | 星期一                                   | 網路電視   |                                |
| 日本全国 | Google Play         | 2018年1月15日 | 星期一                                   | 網路電視   |                                |

| 播放網站       | 播放日期       | 播放時間         | 備註                                            |
| -------------- | -------------- | ---------------- | ----------------------------------------------- |
| Netflix        | 2020年10月15日 | 00:00 UTC+8      | 全集上架 （限港澳台、東南亞＆部分南亞國家觀看） |
| 巴哈姆特動畫瘋 | 2018年1月6日   | 每週六 22:30     | 與日本同步 （因版權方因素當季同步完後下架）     |
| Crunchyroll    | 2018年1月6日   | 每週六 11:00 EST | 不含亞洲                                        |

| BS11 ANIME GUILD 星期二 24:30－25:00 節目 | BS11 ANIME GUILD 星期二 24:30－25:00 節目 | BS11 ANIME GUILD 星期二 24:30－25:00 節目 |
| ----------------------------------------- | ----------------------------------------- | ----------------------------------------- |
|                                           | citrus～柑橘味香氣～ （2018年1月9日－）   |                                           |
| Just Because!                             | －                                        |                                           |

### BD/DVD
| 卷數 | 發行日期     | 收錄話數       | 規格編號  | 規格編號  |
| 卷數 | 發行日期     | 收錄話數       | BD        | DVD       |
| ---- | ------------ | -------------- | --------- | --------- |
| 1    | 2018年4月3日 | 第1話－第3話   | BIXA-1201 | BIBA-3251 |
| 2    | 2018年5月2日 | 第4話－第6話   | BIXA-1202 | BIBA-3252 |
| 3    | 2018年6月2日 | 第7話－第9話   | BIXA-1203 | BIBA-3253 |
| 4    | 2018年7月2日 | 第10話－第12話 | BIXA-1204 | BIBA-3254 |

### 網路廣播節目
- 名稱：『Radio citrus secret love affair xxx.』
- 播放時間：2017年12月27日開始的每週三於音泉放送[18]
- 人員：竹達彩奈（飾演藍原柚子）、津田美波（飾演藍原芽衣）

### 出版社
一迅社
1. ↑  . 一迅社.   [2017年11月16日]. （原始内容存档于2014年4月13日） （日语）.
2. ↑  . 一迅社.   [2017年11月16日]. （原始内容存档于2014年4月13日） （日语）.
3. ↑  . 一迅社.   [2017年11月16日]. （原始内容存档于2014年11月29日） （日语）.
4. ↑  . 一迅社.   [2017年11月16日]. （原始内容存档于2014年4月13日） （日语）.
5. ↑  . 一迅社.   [2017年11月16日]. （原始内容存档于2017年11月17日） （日语）.
6. ↑  . 一迅社.   [2017年11月16日]. （原始内容存档于2016年8月10日） （日语）.
7. ↑  . 一迅社.   [2017年11月16日]. （原始内容存档于2017年10月31日） （日语）.
8. ↑  . 一迅社.   [2017年11月16日]. （原始内容存档于2017年2月11日） （日语）.
9. ↑  . 一迅社.   [2017年11月16日]. （原始内容存档于2017年11月17日） （日语）.
10. ↑  . 一迅社.   [2017年11月16日]. （原始内容存档于2017年4月17日） （日语）.
11. ↑  . 一迅社.   [2017年11月16日]. （原始内容存档于2017年6月25日） （日语）.
12. ↑  . 一迅社.   [2017年11月16日]. （原始内容存档于2017年11月17日） （日语）.
13. ↑  . 一迅社.   [2017年11月16日]. （原始内容存档于2017年11月17日） （日语）.
14. ↑  . 一迅社.   [2018年11月9日]. （原始内容存档于2018年6月17日） （日语）.
15. ↑  . 一迅社.   [2018年11月9日]. （原始内容存档于2018年11月9日） （日语）.
16. ↑  . 一迅社.   [2018年11月9日]. （原始内容存档于2018年9月16日） （日语）.
17. ↑  . 一迅社.   [2018年11月9日]. （原始内容存档于2018年11月9日） （日语）.
18. ↑  . 一迅社.   [2017年11月16日]. （原始内容存档于2017年11月17日） （日语）.
19. ↑  . 一迅社.   [2017年11月16日]. （原始内容存档于2017年11月17日） （日语）.
20. ↑  . 一迅社.   [2017年11月16日]. （原始内容存档于2017年11月17日） （日语）.

東立出版社
1. ↑  . 東立漫遊網.   [2017-11-17]. （原始内容存档于2017-11-17） （中文（臺灣））.
2. ↑  . 東立漫遊網.   [2017-11-17]. （原始内容存档于2019-02-15） （中文（臺灣））.
3. ↑  . 東立漫遊網.   [2017-11-17]. （原始内容存档于2017-11-17） （中文（臺灣））.
4. ↑  . 東立漫遊網.   [2017-11-17]. （原始内容存档于2017-11-17） （中文（臺灣））.
5. ↑  . 東立漫遊網.   [2017-11-27]. （原始内容存档于2017-11-29） （中文（臺灣））.
6. ↑  . 東立漫遊網.   [2017-12-28]. （原始内容存档于2017-12-29） （中文（臺灣））.
7. ↑  . 東立漫遊網.   [2018-04-21]. （原始内容存档于2018-04-21） （中文（臺灣））.
8. ↑  . 東立漫遊網.   [2018-11-09]. （原始内容存档于2018-11-09） （中文（臺灣））.
9. ↑  . 東立漫遊網.   [2019-02-25]. （原始内容存档于2019-09-24） （中文（臺灣））.

## 外部連結
- 三郎太的X（前Twitter）（日語）
- 漫畫《citrus～柑橘味香氣～》一迅社搜索網頁（页面存档备份，存于）（日語）
- 電視動畫《citrus》官方網站（页面存档备份，存于）（日語）
- 電視動畫《citrus》官方的X（前Twitter）（日語）
- 巴哈姆特資料庫－動畫《citrus～柑橘味香氣～》（页面存档备份，存于）（繁體中文）